# Peter Lay
Peter Lay (* 2. August 1910; † unbekannt) war ein deutscher Fußballspieler.

## Karriere
Lay gehörte dem VfB Peine an, für den er in der Saison 1935/36 in der Gauliga Niedersachsen, als eine von 16 Gauligen zur Zeit des Nationalsozialismus als einheitlich höchste Spielklasse im Deutschen Reich, zum Einsatz kam. Obwohl er mit dem Aufsteiger mit Platz 5 die Klasse halten konnte, wechselte er zur Folgesaison zu Hannover 96.
Es folgten drei weitere Spielzeiten in der regional höchsten deutschen Spielklasse, wobei die Saison 1937/38 von der Meisterschaft gekrönt war und zur Teilnahme an der Endrunde um die Deutsche Meisterschaft berechtigte. Lay trug mit fünf Toren in neun Endrundenspielen zum Gewinn der Meisterschaft erheblich bei, zumal er im Halbfinale am 29. Mai 1938 beim 3:2-Sieg n. V. über den Hamburger SV mit dem Anschluss- und Ausgleichstor traf.
In der ab der Saison 1939/40 in zwei Gruppen ausgespielten Meisterschaft, unterlag er mit Hannover 96 im Finalspiel um die Gaumeisterschaft dem VfL Osnabrück, Sieger der Gruppe Nord, mit 4:5 nach Hin- und Rückspiel. In der Folgesaison revanchierte sich Lays Verein mit 4:2 nach Hin- und Rückspiel. Sein letztes Endrundenspiel um die Deutsche Meisterschaft, an der sein Verein erneut teilnahm, bestritt er am 13. April 1941 bei der 0:4-Niederlage im zweiten Spiel der Untergruppe 2b beim FC Schalke 04.
Die Saison 1941/42, schloss er mit Blau-Weiß 90 Berlin in der Gauliga Berlin-Brandenburg als Meister ab. In der sich anschließenden Endrunde um die Deutsche Meisterschaft trug er am 10. Mai 1942 mit zwei Toren beim 3:1-Sieg im Qualifikationsspiel über den LSV Pütnitz bei. Auch im Achtel- und Viertelfinale traf er je einmal; beim 3:0-Sieg im Auswärtsspiel gegen den SV Dessau 05 und beim 2:1-Sieg im heimischen Poststadion über den VfB Königsberg, wobei er sechs Minuten vor Ablauf der Spielzeit den Siegtreffer seiner Mannschaft erzielte.
Im neu eingeführten Pokalwettbewerb um den Tschammerpokal bestritt er für alle drei Vereine jeweils mindestens ein Spiel. Sein Debüt im nationalen Vereinspokal gab er am 28. Juni 1936 beim 1:0-Zweitrundensieg des VFB Peine über den BC Hartha. 1937 bestritt er für Hannover 96 drei Spiele und erzielte am 29. August in Düsseldorf beim 7:4-Sieg über die ortsansässige TuRU Düsseldorf drei Tore. Die 1:2-Achtelfinalniederlage beim VfB Stuttgart am 31. Oktober bedeutete das Ausscheiden aus dem Wettbewerb. Dieses ereilte ihn und seine Mannschaft am 28. August 1938 bei der 1:3-Niederlage beim Freiburger FC bereits in der 1. Runde. Sein letztes Pokalspiel bestritt er am 19. Juli 1942 beim 3:0-Erstrundensieg von Blau-Weiß 90 Berlin über die Lufthansa SG Berlin.

## Erfolge
- Deutscher Meister 1938
- Gaumeister Niedersachsen 1938, 1941
- Dritter der Deutschen Meisterschaft 1942
- Gaumeister Berlin-Brandenburg 1942